# 캐시미어 테크니컬 FC
캐시미어 테크니컬 FC(Cashmere Technical Football Club)는 뉴질랜드 크라이스트처치를 연고로 하는 축구단이다. 2012년 초 캐시미어 원더러스(Cashmere Wanderers) 와 울스턴 테크니컬(Woolston Technical) 이라는 두 도시 최고의 팀이 합병하여 결성되었다. 두 구단은 2011년 초에 합의했으며 2011년 크라이스트처치 지진으로 인해 고향 도시가 황폐화되고 많은 경기 시설이 손실되면서 합병이 재빨리 이루어졌다.
캐시미어는 현재 메인랜드 프리미어리그에 참가하고 있다.

## 역사

### 크라이스트처치 테크니컬
크라이스트처치 테크니컬은 1923년 크라이스트처치 테크니컬 올드 보이스라는 이름으로 창단되었다가 1968년에 이름을 크라이스트처치 테크니컬로 변경했다. 2000년과 2001년에 울스턴 워킹 멘스 클럽과 잠시 합병하여 뉴질랜드 내셔널 풋볼 리그에서 뛰었을 때 일시적으로 크라이스트처치 시티라는 이름으로도 불렸다.

### 울스턴 워킹 멘스 클럽
뉴질랜드 크라이스트처치의 울스턴에 기반을 둔 축구단이었다. 1951년 워터사이드(Waterside)라는 이름으로 결성된 후 1969년 울스턴 워킹 맨스 클럽(Woolston Working Men's Club)으로 이름이 변경되었다. 팀은 1978년과 1981년에 뉴질랜드 내셔널 사커 리그에서 뛰었고 두 시즌 후 다시 지역 리그로 강등되었다.

### 울스턴 테크니컬
2007년 크라이스트처치 테크니컬과 울스턴 워킹 멘스 클럽의 합병으로 설립되었다. 두 팀은 이미 이전에 2000년에서 2002년 사이에 잠시 합병되어 크라이스트처치 시티라는 이름으로 활동하기도 했었다.

### 캐시미어 원더러스
캐시미어 원더러스는 1951년에 애틀란티스 AFC로 결성되었으며, 1950년 Lyttelton에 도착한 Shaw Savill Line 선박 애틀란티스를 타고 뉴질랜드로 이주한 이민자들 사이에서 이름을 따서 명명되었다. 1961년 구단은 원더러스라는 이름을 사용하기 시작했고 1967년에 캐시미어 원더러스라는 이름을 사용했다.

### 캐시미어 테크니컬
2012년 울스턴 테크니컬 클럽과 캐시미어 원더러스 클럽이 합병하여 캐시미어 테크니컬이 되었다. 2013년에 구단은 메인랜드 프리미어리그, 크라이스트처치 및 내셔널 채텀 컵에서 우승하며 트레블을 기록했다.

## 타이틀
- 채텀 컵 : 1948, 2013, 2014, 2021
- 메인랜드 프리미어리그 : 2013, 2014, 2015[7]
- 서던 리그 : 2021